# Maximillian Arturo
El profesor Maximillian Arturo es un personaje de ficción de la serie de televisión de ciencia ficción Sliders interpretado por el actor galés John Rhys-Davies.

## Biografía ficticia
Arturo nació en Inglaterra durante la Segunda Guerra Mundial. Tras un bombardeo sobre su hogar falleció su madre y su tía, y él fue llevado a un orfanato ya que su padre se encontraba luchando en India. Esta experiencia lo marcó de por vida. Eventualmente su padre llegó a rescatarlo del orfanato. Tras una breve estancia en el Ejército británico, viajó a Estados Unidos donde se graduó en física, cosmología y ontología y se convirtió en profesor de la Universidad de California. Es así como conoce a un brillante estudiante suyo, Quinn Mallory. Tras descubrir que Quinn había accidentalmente encontrado una forma de viajar a otros universos paralelos, él y Wade Wells lo acompañaron en un primer viaje experimental que provocó que, junto al músico Rembrandt Browm, se perdieran entre las dimensiones. 
Arturo siempre se refirió a los demás personajes como "Señor Mallory", Señor Browm" y "Señorita Wells" y recíprocamente, los demás personajes se refieren a él siempre como "Profesor".
Posteriormente, Arturo desarrollaría una relación cercana con Quinn, de quien dijo que le hubiera gustado que fuera su hijo (en el capítulo del "mundo egipico"), también se reencontró con su esposa muerta que todavía vivía en un mundo paralelo. En el capítulo Post Traumatic Slide Syndrome, los deslizadores creen haber regresado a su mundo de origen, pero estaban equivocados. El Arturo de ese mundo había secuestrado al verdadero y buscaba llevarse el crédito del descubrimiento del viaje interdimensional. La serie nunca estableció si el Arturo que viajó con ellos a partir de ese capítulo era o no, el Arturo "verdadero".
Maximillian Arturo además ha salvado mundos como en el episodio Last Days al ayudar al doble de su alumno Conrad Bennish al construir una bomba atómica, así como en otro mundo el desarrollo la penicilina que no fue inventada en esa tierra alterna, durante la tercera temporada el sufre una enfermedad terminal y decide abandonar el grupo pero por petición de Quinn Mallory sabiendo que él siempre será importante para él decide quedarse en el grupo hasta el final fortaleciendo sus relaciones con sus compañeros de viaje.
En el episodio The Exodus, part one conoce a Maggie Beckett y a Steven jensen, su esposo con el que trabajaría construyendo un dispositivo de deslizamiento más potente que el que ellos poseen, capaz de elegir a cual mundo viajar; al enterarse de que Quinn y Maggie llegaron a tierra prima su mundo original, Arturo guarda las coordenadas de su hogar, al descubrir los planes de Angus Rickman de no llevar más sobrevivientes y llamarlo asesino esté lo ataca pero es salvado por sus compañeros.
Arturo murió en el capítulo The Exodus, Part Two cuando el coronel Angus Rickman le dispara a Quinn y Arturo interpone su cuerpo para recibir la bala. Sin embargo gracias a él no solo Quinn sobrevive, sino que además les dejá el camino libre para volver a casa, sus amigos lo extrañarían de manera muy triste durante el resto de la serie.
No se sabe si fue el Arturo original quién se deslizó, el creador de la serie Tracy Torme sabe cuál de los Arturos viajó con los deslizadores pero no ha revelado aún si fue el doble o el real quién participó durante la tercera temporada, sin embargo hay pruebas de que posiblemente el verdadero Profesor Arturo está vivo y atrapado en el mundo del puente azul de San Francisco.
Esta teoriá fue desmentida en el año 2009 por el creador de la serie Tracy Tórme en el website earthprime.com, quién dijo que la intención de este capítulo era dar un final más decente al personaje de John Rhys Davies antes de que esté fuera eventualmente despedido; sin embargo su aclaración fue ambigua aunque esperada.
El personaje del profesor Arturo haría una breve aparición en el último episodio encarnado por otro actor.